# Distrito electoral federal 27 del estado de México
El XXVII Distrito Electoral Federal del Estado de México es uno de los 300 distritos electorales en los que se encuentra dividido el territorio de México para la elección de diputados federales y uno de los 40 en los que se divide el estado de México. Su cabecera es la ciudad de Metepec.
El Vigésimo Séptimo Distrito del Estado de México se encuentra en las regiones sur y central del Valle de Toluca. La conformación del distrito electoral ha permanecido sin alteraciones desde la distritación de 2005 hasta la actual distritación de 2022, lo integran los municipios de Calimaya, Chapultepec, Metepec, Mexicaltzingo, San Antonio la Isla y San Mateo Atenco. Lo conforman 138 secciones electorales.

## Distritaciones anteriores

### Integración 1996 - 2005
Entre 1996 y 2005 el Distrito 27 del Estado de México se encontraba en la región oriental del Valle de Toluca, fue conformado por municipios de Lerma, Metepec, Mexicaltzingo, Ocoyoacac y San Mateo Atenco. Su cabecera distrital era la ciudad de Metepec.
El Distrito XXVII fue creado por la reforma electoral realizada en 1977, por lo cual ha elegido diputados federales a partir de 1979 en la LI Legislatura.

### Distritación 2005 - 2017
Entre 2005 y 2017 el Distrito 27 del Estado de México fue conformado por los municipios de Calimaya, Chapultepec, Metepec, Mexicaltzingo, San Antonio la Isla y San Mateo Atenco. Su cabecera distrital era la ciudad de Metepec.

### Distritación 2017 - 2022
Tras la distritación electoral nacional de 2014-2017 llevada a cabo por el Instituto Nacional Electoral, el territorio del distrito electoral federal fue conformado por los municipios de Calimaya, Chapultepec, Metepec, Mexicaltzingo, San Antonio la Isla y San Mateo Atenco. Su cabecera distrital era la ciudad de Metepec.

## Diputados por el distrito
| Legislatura | Periodo                                       | Diputado                         | Grupo parlamentario                  |
| ----------- | --------------------------------------------- | -------------------------------- | ------------------------------------ |
| LI          | 1 de septiembre de 1979-31 de agosto de 1982  | Ignacio Pichardo Pagaza          | Partido Revolucionario Institucional |
| LII         | 1 de septiembre de 1982-31 de agosto de 1985  | Carlos Barrios Honey             | Partido Revolucionario Institucional |
| LIII        | 1 de septiembre de 1985-31 de agosto de 1988  | Ricardo Regalado Hernández       | Partido Revolucionario Institucional |
| LIV         | 1 de septiembre de 1988-31 de octubre de 1991 | Mauricio Valdés Rodríguez        | Partido Revolucionario Institucional |
| LV          | 1 de noviembre de 1991-31 de octubre de 1994  | Jorge René Flores y Solano       | Partido Revolucionario Institucional |
| LVI         | 1 de noviembre de 1994-31 de agosto de 1997   | Israel Ledezma Magaña            | Partido Revolucionario Institucional |
| LVII        | 1 de septiembre de 1997-8 de marzo de 2000    | Manuel González Espinoza         | Partido Revolucionario Institucional |
| LVII        | 15 de marzo de 2000-28 de marzo de 2000       | Rosa Colín Lira                  | Partido Revolucionario Institucional |
| LVII        | 28 de marzo de 2000-31 de agosto de 2000      | Manuel González Espinoza         | Partido Revolucionario Institucional |
| LVIII       | 1 de septiembre de 2000-31 de agosto de 2003  | Alfonso Guillermo Bravo y Mier   | Partido Acción Nacional              |
| LIX         | 1 de septiembre de 2003-31 de agosto de 2006  | Julio Lujambio Moreno            | Partido Verde Ecologista de México   |
| LX          | 1 de septiembre de 2006-20 de abril de 2009   | Luis Xavier Maawad Robert        | Partido Acción Nacional              |
| LX          | 21 de abril de 2009-8 de julio de 2009        | Gabriela Ortiz Martínez de Kores | Partido Acción Nacional              |
| LX          | 8 de julio de 2009-31 de agosto de 2009       | Luis Xavier Maawad Robert        | Partido Acción Nacional              |
| LXI         | 1 de septiembre de 2009-18 de julio de 2012   | Miguel Ángel Terrón Mendoza      | Partido Revolucionario Institucional |
| LXI         | 18 de julio de 2012-31 de agosto de 2012      | Vacante                          | Partido Revolucionario Institucional |
| LXII        | 1 de septiembre de 2012-2 de marzo de 2015    | Laura Barrera Fortoul            | Partido Revolucionario Institucional |
| LXII        | 2 de marzo de 2015-11 de junio de 2015        | Vacante                          | Partido Revolucionario Institucional |
| LXII        | 11 de junio de 2015-31 de agosto de 2015      | Laura Barrera Fortoul            | Partido Revolucionario Institucional |
| LXIII       | 1 de septiembre de 2015-19 de enero de 2018   | Carolina Monroy del Mazo         | Partido Revolucionario Institucional |
| LXIII       | 1 de febrero de 2018-31 de agosto de 2018     | Horalia Noemí Pérez González     | Partido Revolucionario Institucional |
| LXIV        | 1 de septiembre de 2018-31 de agosto de 2021  | Óscar González Yáñez             | Partido del Trabajo (México)         |
| LXV         | 1 de septiembre de 2021-31 de agosto de 2024  | Ana Lilia Herrera Anzaldo        | Partido Revolucionario Institucional |
| LXVI        | 1 de septiembre de 2024-                      | Wblester Santiago Pineda         | Partido del Trabajo (México)         |

## Resultados electorales

### Elecciones de 2024
|  | 46.77 % |

|  | 41.75 % |

|  | 9.44 % |

|  | 0.07 % |

|  | 1.97 % |

|  | 100.0 % |

|  | 71.61 % |

### Elecciones de 2021
|  | 50.38 % |

|  | 33.73 % |

|  | 6.08 % |

|  | 3.12 % |

|  | 2.42 % |

|  | 2.08 % |

|  | 0.08 % |

|  | 2.11 % |

|  | 100.00 % |

|  | 63.01 % |

### Elecciones de 2018
|  | 43.87 % |

|  | 27.76 % |

|  | 25.65 % |

|  | 0.05 % |

|  | 2.67 % |

|  | 100.00 % |

|  | 73.45 % |

### Elecciones de 2015
|  | 38.48 % |

|  | 20.80 % |

|  | 10.25 % |

|  | 6.97 % |

|  | 4.15 % |

|  | 4.08 % |

|  | 3.76 % |

|  | 3.54 % |

|  | 3.42 % |

|  | 0.23 % |

|  | 4.25 % |

|  | 100.00 % |

|  | 57.91 % |